# Manuel Márquez de León International Airport
Manuel Márquez de León International Airport är en flygplats i Mexiko.   Den ligger i kommunen La Paz och delstaten Baja California Sur, i den västra delen av landet, 1 300 km väster om huvudstaden Mexico City. Manuel Márquez de León International Airport ligger 21 meter över havet.
Terrängen runt Manuel Márquez de León International Airport är huvudsakligen platt, men österut är den kuperad. Runt Manuel Márquez de León International Airport är det glesbefolkat, med 20 invånare per kvadratkilometer. Närmaste större samhälle är La Paz, 10,1 km nordost om Manuel Márquez de León International Airport. Omgivningarna runt Manuel Márquez de León International Airport är i huvudsak ett öppet busklandskap.